# Tercera División de España 1969-70
La temporada 1969–70 de la Tercera División de España de fútbol corresponde a la 33.ª edición del campeonato y se disputó entre el 7 de septiembre de 1969 y el 7 de julio de 1970.

## Sistema de competición
El campeonato de la Tercera División de España 1969-70 fue organizado por la Federación Española de Fútbol (RFEF) y contó con la participación de 160 clubes divididos en ocho grupos. La competición siguió un sistema de liga, de modo que los equipos de cada grupo se enfrentaron entre sí, todos contra todos en dos ocasiones -una en campo propio y otra en campo contrario- sumando un total de treinta y ocho jornadas. El orden de los encuentros se decidió por sorteo antes de empezar la competición.
Se estableció una clasificación con arreglo a los puntos obtenidos en cada enfrentamiento, a razón de dos por partido ganado, uno por empatado y ninguno en caso de derrota. En caso de empate a puntos entre dos o más clubes en la clasificación, se tuvo en cuenta el mayor cociente de goles. 
Los primeros clasificados de cada grupo disputaron la Fase de Ascenso en sistema de eliminatorias. Los cuatro vencedores ascendieron directamente a Segunda División, mientras que los perdedores se enfrentaron en otra eliminatoria a los equipos de Segunda División clasificados entre el decimotercero y decimosexto puesto para decidir ascenso o permanencia según el caso.
Debido a una nueva reestructuración de la categoría que la deja en la mitad de equipos, hubo descensos masivos a categoría Regional, los doce últimos equipos de cada grupos descendieron directamente.

## Clasificaciones

### Grupo I
| Pos. | Equipo                         | Pts. | PJ | G  | E  | P  | GF | GC | Dif. | Clasificación                 |
| ---- | ------------------------------ | ---- | -- | -- | -- | -- | -- | -- | ---- | ----------------------------- |
| 1    | U. P. Langreo                  | 59   | 38 | 24 | 11 | 3  | 70 | 21 | +49  | Acceso a Promoción de ascenso |
| 2    | C. D. Lugo                     | 51   | 38 | 22 | 7  | 9  | 62 | 26 | +36  |                               |
| 3    | C. D. Ensidesa                 | 46   | 38 | 18 | 10 | 10 | 69 | 44 | +25  |                               |
| 4    | Caudal Deportivo               | 45   | 38 | 15 | 15 | 8  | 40 | 35 | +5   |                               |
| 5    | C. D. San Martín               | 45   | 38 | 18 | 9  | 11 | 56 | 39 | +17  |                               |
| 6    | Real Avilés C. F.              | 44   | 38 | 17 | 10 | 11 | 58 | 36 | +22  |                               |
| 7    | S. D. Vetusta                  | 43   | 38 | 15 | 13 | 10 | 48 | 36 | +12  |                               |
| 8    | Candás C. F.                   | 43   | 38 | 17 | 9  | 12 | 66 | 61 | +5   |                               |
| 9    | C. D. Turón (D)                | 42   | 38 | 16 | 10 | 12 | 44 | 37 | +7   | Descenso a Categoría Regional |
| 10   | S. D. Compostela (D)           | 41   | 38 | 14 | 13 | 11 | 63 | 39 | +24  | Descenso a Categoría Regional |
| 11   | Fabril Deportivo (D)           | 39   | 38 | 12 | 15 | 11 | 56 | 45 | +11  | Descenso a Categoría Regional |
| 12   | U. D. Gijón Industrial (D)     | 37   | 38 | 12 | 13 | 13 | 38 | 44 | −6   | Descenso a Categoría Regional |
| 13   | Club Gran Peña (D)             | 33   | 38 | 12 | 9  | 17 | 42 | 56 | −14  | Descenso a Categoría Regional |
| 14   | Club Turista de Vigo (D)       | 33   | 38 | 13 | 7  | 18 | 44 | 62 | −18  | Descenso a Categoría Regional |
| 15   | Atlético Pontevedrés C. F. (D) | 30   | 38 | 11 | 8  | 19 | 44 | 63 | −19  | Descenso a Categoría Regional |
| 16   | Atlético Orense (D)            | 29   | 38 | 11 | 7  | 20 | 31 | 57 | −26  | Descenso a Categoría Regional |
| 17   | El Entrego C. D. (D)           | 27   | 38 | 11 | 5  | 22 | 36 | 77 | −41  | Descenso a Categoría Regional |
| 18   | Alondras C. F. (D)             | 25   | 38 | 7  | 11 | 20 | 43 | 71 | −28  | Descenso a Categoría Regional |
| 19   | C. D. Praviano (D)             | 24   | 38 | 8  | 8  | 22 | 31 | 59 | −28  | Descenso a Categoría Regional |
| 20   | Atlético Gijón (D)             | 24   | 38 | 8  | 8  | 22 | 38 | 71 | −33  | Descenso a Categoría Regional |

 Fuente: Futbolme

### Grupo II
| Pos. | Equipo                          | Pts. | PJ | G  | E  | P  | GF  | GC  | Dif. | Clasificación                 |
| ---- | ------------------------------- | ---- | -- | -- | -- | -- | --- | --- | ---- | ----------------------------- |
| 1    | Real Santander S. D.            | 63   | 38 | 27 | 9  | 2  | 103 | 26  | +77  | Acceso a Promoción de ascenso |
| 2    | Cultural Leonesa                | 58   | 38 | 26 | 6  | 6  | 82  | 36  | +46  |                               |
| 3    | Sestao S. C.                    | 56   | 38 | 25 | 6  | 7  | 93  | 35  | +58  |                               |
| 4    | Gimnástica de Torrelavega       | 53   | 38 | 22 | 9  | 7  | 75  | 34  | +41  |                               |
| 5    | Club Baracaldo Altos Hornos     | 47   | 38 | 19 | 9  | 10 | 62  | 41  | +21  |                               |
| 6    | S. D. Ponferradina              | 45   | 38 | 19 | 7  | 12 | 57  | 48  | +9   |                               |
| 7    | Palencia C. F.                  | 44   | 38 | 19 | 6  | 13 | 64  | 51  | +13  |                               |
| 8    | C. D. Basconia                  | 43   | 38 | 18 | 7  | 13 | 65  | 44  | +21  |                               |
| 9    | Deportivo Alavés (D)            | 43   | 38 | 18 | 7  | 13 | 71  | 39  | +32  | Descenso a Categoría Regional |
| 10   | S. D. Indauchu (D)              | 38   | 38 | 13 | 12 | 13 | 55  | 48  | +7   | Descenso a Categoría Regional |
| 11   | U. D. Cacabelense (D)           | 37   | 38 | 15 | 7  | 16 | 53  | 65  | −12  | Descenso a Categoría Regional |
| 12   | C. D. Guecho (D)                | 37   | 38 | 15 | 7  | 16 | 54  | 47  | +7   | Descenso a Categoría Regional |
| 13   | C. D. Villosa (D)               | 31   | 38 | 11 | 9  | 18 | 54  | 75  | −21  | Descenso a Categoría Regional |
| 14   | S. D. Erandio Club (D)          | 28   | 38 | 9  | 10 | 19 | 45  | 68  | −23  | Descenso a Categoría Regional |
| 15   | Arenas Club (D)                 | 28   | 38 | 10 | 8  | 20 | 44  | 68  | −24  | Descenso a Categoría Regional |
| 16   | C. D. Laredo (D)                | 27   | 38 | 9  | 9  | 20 | 42  | 77  | −35  | Descenso a Categoría Regional |
| 17   | S. D. Rayo Cantabria (D)        | 25   | 38 | 7  | 11 | 20 | 38  | 72  | −34  | Descenso a Categoría Regional |
| 18   | C. F. Júpiter Leonés (D)        | 25   | 38 | 7  | 11 | 20 | 33  | 82  | −49  | Descenso a Categoría Regional |
| 19   | S. D. Hullera Vasco-Leonesa (D) | 16   | 38 | 3  | 10 | 25 | 38  | 102 | −64  | Descenso a Categoría Regional |
| 20   | Club Luchana (D)                | 16   | 38 | 5  | 6  | 27 | 30  | 100 | −70  | Descenso a Categoría Regional |

 Fuente: Futbolme

### Grupo III
| Pos. | Equipo                     | Pts. | PJ | G  | E  | P  | GF  | GC  | Dif. | Clasificación                 |
| ---- | -------------------------- | ---- | -- | -- | -- | -- | --- | --- | ---- | ----------------------------- |
| 1    | C. D. Logroñés             | 62   | 38 | 29 | 4  | 5  | 120 | 27  | +93  | Acceso a Promoción de ascenso |
| 2    | S. D. Eibar                | 58   | 38 | 26 | 6  | 6  | 109 | 34  | +75  |                               |
| 3    | San Sebastián C. F.        | 54   | 38 | 24 | 6  | 8  | 96  | 27  | +69  |                               |
| 4    | U. D. C. Chantrea          | 51   | 38 | 23 | 5  | 10 | 66  | 33  | +33  |                               |
| 5    | S. D. Huesca               | 49   | 38 | 20 | 9  | 9  | 74  | 40  | +34  |                               |
| 6    | Real Unión de Irún         | 48   | 38 | 23 | 2  | 13 | 64  | 37  | +27  |                               |
| 7    | C. D. Tudelano             | 47   | 38 | 21 | 5  | 12 | 86  | 39  | +47  |                               |
| 8    | C. D. Calvo Sotelo Andorra | 47   | 38 | 20 | 7  | 11 | 55  | 47  | +8   |                               |
| 9    | Aragón C. F. (D)           | 40   | 38 | 16 | 8  | 14 | 61  | 68  | −7   | Descenso a Categoría Regional |
| 10   | C. D. Iruña (D)            | 37   | 38 | 14 | 9  | 15 | 70  | 66  | +4   | Descenso a Categoría Regional |
| 11   | Tolosa C. F. (D)           | 35   | 38 | 15 | 5  | 18 | 57  | 53  | +4   | Descenso a Categoría Regional |
| 12   | C. D. Numancia (D)         | 33   | 38 | 15 | 3  | 20 | 60  | 74  | −14  | Descenso a Categoría Regional |
| 13   | U. D. Barbastro (D)        | 33   | 38 | 11 | 11 | 16 | 37  | 64  | −27  | Descenso a Categoría Regional |
| 14   | C. D. Calahorra (D)        | 32   | 38 | 13 | 6  | 19 | 55  | 70  | −15  | Descenso a Categoría Regional |
| 15   | C. D. Oberena (D)          | 30   | 38 | 13 | 4  | 21 | 62  | 72  | −10  | Descenso a Categoría Regional |
| 16   | Atlético de Monzón (D)     | 28   | 38 | 10 | 8  | 20 | 43  | 89  | −46  | Descenso a Categoría Regional |
| 17   | C. D. Motrico (D)          | 27   | 38 | 12 | 3  | 23 | 48  | 74  | −26  | Descenso a Categoría Regional |
| 18   | C. D. Binéfar (D)          | 21   | 38 | 7  | 7  | 24 | 42  | 109 | −67  | Descenso a Categoría Regional |
| 19   | C. D. Teruel (D)           | 20   | 38 | 7  | 6  | 25 | 43  | 96  | −53  | Descenso a Categoría Regional |
| 20   | Utebo C. F. (D)            | 5    | 38 | 2  | 4  | 32 | 17  | 146 | −129 | Descenso a Categoría Regional |

 Fuente: Futbolme
Notas:
1. ↑  El Utebo C. F. tuvo tres puntos menos por sanción federativa.

### Grupo IV
| Pos. | Equipo                      | Pts. | PJ | G  | E  | P  | GF | GC | Dif. | Clasificación                 |
| ---- | --------------------------- | ---- | -- | -- | -- | -- | -- | -- | ---- | ----------------------------- |
| 1    | C. D. Tarrasa               | 56   | 38 | 25 | 6  | 7  | 73 | 32 | +41  | Acceso a Promoción de ascenso |
| 2    | C. F. Badalona              | 54   | 38 | 22 | 10 | 6  | 82 | 36 | +46  |                               |
| 3    | Gerona C. F.                | 51   | 38 | 20 | 11 | 7  | 85 | 36 | +49  |                               |
| 4    | C. D. Europa                | 50   | 38 | 20 | 10 | 8  | 61 | 31 | +30  |                               |
| 5    | C. D. Condal                | 48   | 38 | 19 | 10 | 9  | 64 | 33 | +31  |                               |
| 6    | C. F. Calella               | 47   | 38 | 20 | 7  | 11 | 85 | 53 | +32  |                               |
| 7    | Gimnástico de Tarragona     | 46   | 38 | 18 | 10 | 10 | 61 | 44 | +17  |                               |
| 8    | C. D. Mataró                | 46   | 38 | 18 | 10 | 10 | 45 | 45 | 0    |                               |
| 9    | U. D. Figueras (D)          | 42   | 38 | 17 | 8  | 13 | 75 | 56 | +19  | Descenso a Categoría Regional |
| 10   | U. D. Lérida (D)            | 42   | 38 | 17 | 8  | 13 | 53 | 44 | +9   | Descenso a Categoría Regional |
| 11   | U. D. A. Gramanet (D)       | 39   | 38 | 16 | 7  | 15 | 56 | 54 | +2   | Descenso a Categoría Regional |
| 12   | Atlético Cataluña C. F. (D) | 38   | 38 | 16 | 6  | 16 | 57 | 49 | +8   | Descenso a Categoría Regional |
| 13   | C. F. Gavá (D)              | 32   | 38 | 12 | 8  | 18 | 53 | 76 | −23  | Descenso a Categoría Regional |
| 14   | C. F. Samboyano (D)         | 32   | 38 | 12 | 8  | 18 | 39 | 56 | −17  | Descenso a Categoría Regional |
| 15   | C. F. Lloret (D)            | 31   | 38 | 13 | 5  | 20 | 50 | 66 | −16  | Descenso a Categoría Regional |
| 16   | C. D. Moncada (D)           | 26   | 38 | 9  | 8  | 21 | 28 | 61 | −33  | Descenso a Categoría Regional |
| 17   | C. F. Villanueva (D)        | 25   | 38 | 8  | 9  | 21 | 37 | 82 | −45  | Descenso a Categoría Regional |
| 18   | C. F. Reus Deportivo (D)    | 20   | 38 | 6  | 8  | 24 | 43 | 96 | −53  | Descenso a Categoría Regional |
| 19   | C. F. Villafranca (D)       | 20   | 12 | 8  | 4  | 0  | 40 | 82 | −42  | Descenso a Categoría Regional |
| 20   | U. D. Olot (D)              | 15   | 38 | 5  | 5  | 28 | 40 | 95 | −55  | Descenso a Categoría Regional |

 Fuente: Futbolme
Notas:
1. 1 2  Para la siguiente temporada el Atlético Cataluña C. F. y el C. D. Condal se fusionaron formando el Barcelona Atlético

### Grupo V
| Pos. | Equipo                          | Pts. | PJ | G  | E  | P  | GF | GC  | Dif. | Clasificación                 |
| ---- | ------------------------------- | ---- | -- | -- | -- | -- | -- | --- | ---- | ----------------------------- |
| 1    | Villarreal C. F.                | 56   | 38 | 23 | 10 | 5  | 83 | 36  | +47  | Acceso a Promoción de ascenso |
| 2    | C. D. Mestalla                  | 52   | 38 | 21 | 10 | 7  | 74 | 30  | +44  |                               |
| 3    | Paiporta C. F.                  | 51   | 38 | 22 | 7  | 9  | 62 | 31  | +31  |                               |
| 4    | Levante U. D.                   | 49   | 38 | 20 | 9  | 9  | 79 | 34  | +45  |                               |
| 5    | S. D. Ibiza                     | 48   | 38 | 20 | 8  | 10 | 55 | 32  | +23  |                               |
| 6    | C. D. Tortosa                   | 48   | 38 | 21 | 6  | 11 | 61 | 39  | +22  |                               |
| 7    | C. D. Acero                     | 46   | 38 | 18 | 10 | 10 | 59 | 38  | +21  |                               |
| 8    | C. D. Atlético Baleares         | 45   | 38 | 18 | 9  | 11 | 60 | 42  | +18  |                               |
| 9    | C. D. Benicarló (D)             | 41   | 38 | 15 | 11 | 12 | 52 | 46  | +6   | Descenso a Categoría Regional |
| 10   | U. D. Alcira (D)                | 41   | 38 | 17 | 7  | 14 | 56 | 44  | +12  | Descenso a Categoría Regional |
| 11   | U. D. Mahón (D)                 | 40   | 38 | 13 | 14 | 11 | 33 | 28  | +5   | Descenso a Categoría Regional |
| 12   | C. D. Atlético de Ciudadela (D) | 39   | 38 | 14 | 11 | 13 | 49 | 69  | −20  | Descenso a Categoría Regional |
| 13   | S. D. Sueca (D)                 | 33   | 38 | 13 | 7  | 18 | 48 | 55  | −7   | Descenso a Categoría Regional |
| 14   | U. D. Oliva (D)                 | 31   | 38 | 12 | 7  | 19 | 52 | 67  | −15  | Descenso a Categoría Regional |
| 15   | C. D. Onda (D)                  | 31   | 38 | 11 | 9  | 18 | 43 | 60  | −17  | Descenso a Categoría Regional |
| 16   | Torrente C. F. (D)              | 30   | 38 | 12 | 6  | 20 | 33 | 57  | −24  | Descenso a Categoría Regional |
| 17   | C. D. Menorca (D)               | 25   | 38 | 8  | 9  | 21 | 31 | 61  | −30  | Descenso a Categoría Regional |
| 18   | C. F. Palma (D)                 | 24   | 38 | 9  | 6  | 23 | 39 | 68  | −29  | Descenso a Categoría Regional |
| 19   | C. D. Manacor (D)               | 16   | 38 | 8  | 3  | 27 | 36 | 103 | −67  | Descenso a Categoría Regional |
| 20   | C. D. Soledad (D)               | 11   | 38 | 4  | 3  | 31 | 25 | 90  | −65  | Descenso a Categoría Regional |

 Fuente: Futbolme
Notas:
1. ↑  El C. D. Manacor tuvo tres puntos menos por sanción federativa.

### Grupo VI
| Pos. | Equipo                       | Pts. | PJ | G  | E  | P  | GF | GC  | Dif. | Clasificación                 |
| ---- | ---------------------------- | ---- | -- | -- | -- | -- | -- | --- | ---- | ----------------------------- |
| 1    | Hércules C. F.               | 57   | 38 | 22 | 13 | 3  | 62 | 20  | +42  | Acceso a Promoción de ascenso |
| 2    | C. F. Gandía                 | 51   | 38 | 20 | 11 | 7  | 72 | 37  | +35  |                               |
| 3    | C. D. Alcoyano               | 50   | 38 | 23 | 4  | 11 | 71 | 39  | +32  |                               |
| 4    | C. D. Cartagena              | 49   | 38 | 22 | 5  | 11 | 68 | 38  | +30  |                               |
| 5    | Valdepeñas C. F.             | 47   | 38 | 20 | 7  | 11 | 64 | 38  | +26  |                               |
| 6    | Recreativo Granada           | 46   | 38 | 18 | 10 | 10 | 48 | 35  | +13  |                               |
| 7    | Imperial C. F.               | 46   | 38 | 17 | 12 | 9  | 64 | 30  | +34  |                               |
| 8    | Real Jaén C. F.              | 46   | 38 | 18 | 10 | 10 | 51 | 39  | +12  |                               |
| 9    | C. D. Eldense (D)            | 46   | 38 | 16 | 14 | 8  | 53 | 36  | +17  | Descenso a Categoría Regional |
| 10   | Linares C. F. (D)            | 41   | 38 | 13 | 15 | 10 | 33 | 30  | +3   | Descenso a Categoría Regional |
| 11   | Novelda C. F. (D)            | 38   | 38 | 15 | 8  | 15 | 47 | 46  | +1   | Descenso a Categoría Regional |
| 12   | Orihuela Deportiva C. F. (D) | 37   | 38 | 15 | 7  | 16 | 54 | 46  | +8   | Descenso a Categoría Regional |
| 13   | C. D. Manchego (D)           | 37   | 38 | 12 | 13 | 13 | 50 | 43  | +7   | Descenso a Categoría Regional |
| 14   | Albacete Balompié (D)        | 33   | 38 | 12 | 9  | 17 | 36 | 49  | −13  | Descenso a Categoría Regional |
| 15   | C. D. La Unión (D)           | 32   | 38 | 11 | 10 | 17 | 42 | 47  | −5   | Descenso a Categoría Regional |
| 16   | Atlético Calvo Sotelo (D)    | 31   | 38 | 12 | 7  | 19 | 57 | 67  | −10  | Descenso a Categoría Regional |
| 17   | Benidorm C. F. (D)           | 29   | 38 | 8  | 13 | 17 | 49 | 65  | −16  | Descenso a Categoría Regional |
| 18   | Atlético Cartagena (D)       | 22   | 38 | 4  | 14 | 20 | 31 | 72  | −41  | Descenso a Categoría Regional |
| 19   | C. D. Iliturgi (D)           | 16   | 38 | 5  | 6  | 27 | 19 | 98  | −79  | Descenso a Categoría Regional |
| 20   | Adra C. F. (D)               | 6    | 38 | 1  | 4  | 33 | 18 | 114 | −96  | Descenso a Categoría Regional |

 Fuente: Futbolme

### Grupo VII
| Pos. | Equipo                        | Pts. | PJ | G  | E  | P  | GF | GC | Dif. | Clasificación                 |
| ---- | ----------------------------- | ---- | -- | -- | -- | -- | -- | -- | ---- | ----------------------------- |
| 1    | Cádiz C. F.                   | 65   | 38 | 28 | 9  | 1  | 65 | 11 | +54  | Acceso a Promoción de ascenso |
| 2    | Xerez C. D.                   | 53   | 38 | 21 | 11 | 6  | 52 | 25 | +27  |                               |
| 3    | Melilla C. F.                 | 50   | 38 | 21 | 8  | 9  | 62 | 30 | +32  |                               |
| 4    | R. C. Recreativo de Huelva    | 49   | 38 | 22 | 5  | 11 | 61 | 32 | +29  |                               |
| 5    | Sevilla Atlético              | 48   | 38 | 19 | 10 | 9  | 61 | 37 | +24  |                               |
| 6    | Triana Balompié               | 45   | 38 | 19 | 7  | 12 | 63 | 44 | +19  |                               |
| 7    | Recreativo Portuense          | 45   | 38 | 19 | 7  | 12 | 58 | 47 | +11  |                               |
| 8    | R. B. Linense                 | 45   | 38 | 18 | 9  | 11 | 59 | 46 | +13  |                               |
| 9    | C. D. Estepona (D)            | 44   | 38 | 19 | 6  | 13 | 52 | 46 | +6   | Descenso a Categoría Regional |
| 10   | Jerez Industrial C. F. (D)    | 40   | 38 | 13 | 14 | 11 | 55 | 38 | +17  | Descenso a Categoría Regional |
| 11   | C. D. Alcalá (D)              | 38   | 38 | 14 | 10 | 14 | 43 | 42 | +1   | Descenso a Categoría Regional |
| 12   | C. D. San Fernando (D)        | 37   | 38 | 12 | 13 | 13 | 42 | 51 | −9   | Descenso a Categoría Regional |
| 13   | C. A. Marbella (D)            | 36   | 38 | 12 | 12 | 14 | 38 | 35 | +3   | Descenso a Categoría Regional |
| 14   | Algeciras C. F. (D)           | 36   | 38 | 12 | 12 | 14 | 48 | 54 | −6   | Descenso a Categoría Regional |
| 15   | Atlético de Ceuta (D)         | 33   | 38 | 13 | 7  | 18 | 40 | 47 | −7   | Descenso a Categoría Regional |
| 16   | Atlético Sanluqueño C. F. (D) | 30   | 38 | 10 | 10 | 18 | 36 | 61 | −25  | Descenso a Categoría Regional |
| 17   | Ayamonte C. F. (D)            | 20   | 38 | 7  | 6  | 25 | 31 | 68 | −37  | Descenso a Categoría Regional |
| 18   | C. D. Puerto Malagueño (D)    | 18   | 38 | 5  | 8  | 25 | 32 | 88 | −56  | Descenso a Categoría Regional |
| 19   | S. D. U. África Ceutí (D)     | 15   | 29 | 6  | 3  | 20 | 29 | 70 | −41  | Descenso a Categoría Regional |
| 20   | C. D. Rota (D)                | 13   | 38 | 3  | 7  | 28 | 21 | 76 | −55  | Descenso a Categoría Regional |

 Fuente: Futbolme

### Grupo VIII
| Pos. | Equipo                          | Pts. | PJ | G  | E  | P  | GF | GC  | Dif. | Clasificación                 |
| ---- | ------------------------------- | ---- | -- | -- | -- | -- | -- | --- | ---- | ----------------------------- |
| 1    | C. D. Colonia Moscardó          | 54   | 38 | 24 | 6  | 8  | 73 | 33  | +40  | Acceso a Promoción de ascenso |
| 2    | Tenerife Atlético               | 51   | 38 | 20 | 11 | 7  | 62 | 26  | +36  |                               |
| 3    | A. D. Plus Ultra                | 49   | 38 | 20 | 9  | 9  | 57 | 28  | +29  |                               |
| 4    | C. D. Badajoz                   | 49   | 38 | 21 | 7  | 10 | 80 | 48  | +32  |                               |
| 5    | Reyfra Atlético O. J. E.        | 46   | 38 | 17 | 12 | 9  | 75 | 47  | +28  |                               |
| 6    | Talavera C. F.                  | 46   | 38 | 20 | 6  | 12 | 71 | 57  | +14  |                               |
| 7    | Mérida Industrial C. F.         | 45   | 38 | 18 | 9  | 11 | 72 | 48  | +24  |                               |
| 8    | C. D. Carabanchel               | 45   | 38 | 19 | 7  | 12 | 68 | 50  | +18  |                               |
| 9    | Recreativo Europa Delicias (D)  | 43   | 38 | 17 | 9  | 12 | 64 | 51  | +13  | Descenso a Categoría Regional |
| 10   | C. D. Plasencia (D)             | 41   | 38 | 15 | 11 | 12 | 57 | 47  | +10  | Descenso a Categoría Regional |
| 11   | C. D. Pegaso (D)                | 40   | 38 | 15 | 10 | 13 | 61 | 55  | +6   | Descenso a Categoría Regional |
| 12   | S. R. Boetticher y Navarro (D)  | 39   | 38 | 15 | 9  | 14 | 64 | 64  | 0    | Descenso a Categoría Regional |
| 13   | Aviaco Madrileño C. F. (D)      | 37   | 38 | 13 | 11 | 14 | 49 | 54  | −5   | Descenso a Categoría Regional |
| 14   | R. S. D. Alcalá (D)             | 36   | 38 | 14 | 8  | 16 | 65 | 60  | +5   | Descenso a Categoría Regional |
| 15   | C. F. Extremadura (D)           | 32   | 38 | 12 | 8  | 18 | 53 | 65  | −12  | Descenso a Categoría Regional |
| 16   | C. D. Cacereño (D)              | 29   | 38 | 11 | 7  | 20 | 55 | 71  | −16  | Descenso a Categoría Regional |
| 17   | C. D. Quintanar de la Orden (D) | 26   | 38 | 6  | 14 | 18 | 41 | 77  | −36  | Descenso a Categoría Regional |
| 18   | S. D. Gimnástica Segoviana (D)  | 25   | 38 | 10 | 5  | 23 | 48 | 71  | −23  | Descenso a Categoría Regional |
| 19   | C. D. Toledo (D)                | 20   | 38 | 8  | 4  | 26 | 49 | 100 | −51  | Descenso a Categoría Regional |
| 20   | C. F. Olivenza (D)              | 7    | 38 | 2  | 3  | 33 | 27 | 139 | −112 | Descenso a Categoría Regional |

 Fuente: Futbolme
Notas:
1. ↑  Para la siguiente temporada el Reyfra Atlético O. J. E. cambió su nombre a Atlético Madrileño

## Promoción de ascenso a Segunda División

### Equipos clasificados
Los siguientes equipos se clasificaron para la promoción de ascenso a Segunda División:
En negrita se indican los equipos que ascendieron a Segunda División.
| Grupo I       | Grupo II             | Grupo III      | Grupo IV      |
| ------------- | -------------------- | -------------- | ------------- |
| 1º UP Langreo | 1º Real Santander SD | 1º CD Logroñés | 1º CD Tarrasa |

| Grupo V          | Grupo VI       | Grupo VII   | Grupo VIII             |
| ---------------- | -------------- | ----------- | ---------------------- |
| 1º Villarreal CF | 1º Hércules CF | 1º Cádiz CF | 1º CD Colonia Moscardó |

### Equipos ascendidos
Los siguientes equipos ascendieron a Segunda División:
| - Cádiz Club de Fútbol | - Club Deportivo Colonia Moscardó | - Hércules Club de Fútbol | - Unión Popular de Langreo | - Club Deportivo Logroñés | - Real Santander Sociedad Deportiva | - Villarreal Club de Fútbol |